# Chodidlo

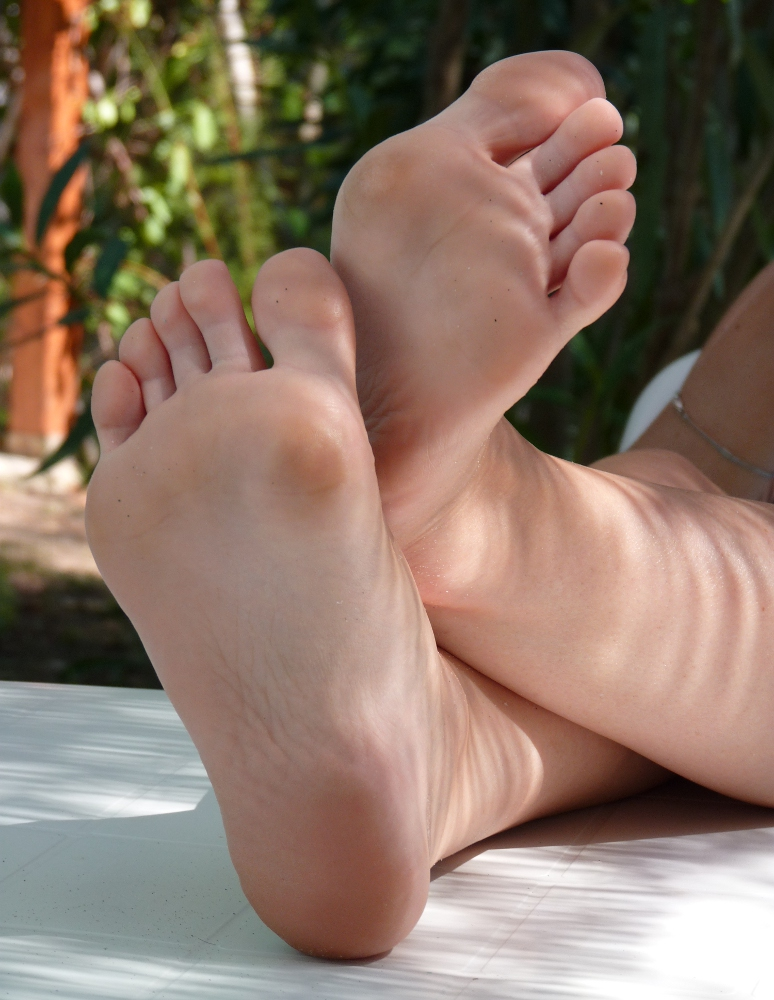
Lidská chodidla

Chodidlo (latinsky: planta) je spodní část lidské nohy určená k chůzi. Dělí se na nárt, plosku, zánártí, záprstí a prstce. Kůže chodidel postrádá na rozdíl od zbytku těla pigmentaci a nachází se v ní zvýšené množství potních žláz. Nedoporučuje se tedy s bosými chodidly chodit v uzavřené obuvi, neboť pak vznikají bakterie, které způsobují nepříjemný zápach. Chodidla jsou vzhledem k velkému množství nervových zakončení velmi citlivá na dotek, právě proto je tato část těla tak lechtivá (a pro někoho též erotogenní zónou).
Pro správný vývoj chodidel je doporučována co nejčastější chůze naboso, výpony v kotnících, poskoky, chůze po rozmanitém povrchu apod. Chodidlo dospělého člověka má vyvinuté klenby – příčnou (mezi 1. a 5. prstcem) a podélnou (mezi prstcovou částí nohy a patou). Klenby mají za úkol pružný odpich a měkčený došlap nohy. Pokud u jedince převládá dlouhý stoj bez chůze, představuje váha těla pro klenby nadměrnou zátěž, neboť klenby jsou drženy hlubokými svaly lýtek, které, pokud nejsou aktivní, ochabují. Klenby se pak bortí a vznikají ploché nohy. Děje se tak i při nadváze, během těhotenství a ve stáří. Pro správný vývoj chodidel je důležitá i směrová linearita odvíjení chodidel (kotník, koleno, kyčel).